# Aleksander V Macedoński
Aleksander V (gr.: Ἀλέξανδρος, Aléksandros) (ur. 332, zm. 294 p.n.e.) – król Macedonii z dynastii Antypatrydów razem z bratem Antypatrem I od 297 p.n.e. do swej śmierci. Trzeci i najmłodszy syn króla Macedonii Kassandra i Tessaloniki, córki króla Macedonii Filipa II i jego nałożnicy Nikesipolis.
Aleksander wraz ze starszym bratem Antypatrem I objął, po śmierci starszego brata Filipa IV, tron macedoński w r. 297 p.n.e. Oni byli pod opieką matki i regentki, Tessaloniki, która dokonała podziału kraju na dwie części. Aleksander otrzymał zachodnią Macedonię. Antypater poczuł się tym skrzywdzony, bowiem uważał, że matka bardziej uhonorowała Aleksandra. Postanowił z tego powodu zamordować matkę, do czego doszło w r. 296 p.n.e. 
Następnym jego krokiem była chęć zjednoczenia kraju poprzez usunięcie Aleksandra od tronu. Zawarł w tym celu sojusz z Lizymachem, królem Tracji. Aleksander V, pokonany przez brata, zwrócił się o pomoc najpierw do Demetriusza I Poliorketesa, potem do Pyrrusa, króla Epiru. Dzięki mediacji tego drugiego doszło do załagodzenia sporu między braćmi. Pyrrus za swą pomoc wojskową zażądał terenów Stymfai, Parauai (kraje w płn. i płn-wsch. Epirze) oraz Ambracji, Akarnanii i Amfilochii (kraje w płd. stronie Epiru). Po otrzymaniu tych ziem, obsadził je swoimi załogami. To co wydarł Antypatrowi, to dał Aleksandrowi. 
Gdy Demetriusz, mając nadzieję na zdobycie tronu macedońskiego, przybył na północ ze swą armią, okazało się, że niepotrzebnie. Także Lizymach, brał udział w mediacji, bowiem obawiał się Demetriusza. Przekonał swego zięcia Antypatra, by się pogodził z Aleksandrem. Demetriusz, przeczuwając zawarcie ugody między braćmi, postanowił przygotować zasadzkę. W Larissie podczas uczty doprowadził do mordu na Aleksandrze V. Rano armia królewska „okrzyknęła go królem Macedończyków”. Następnie w dolnej części kraju został przyjęty przez resztę mieszkańców. Pokonany Antypater uciekł do Tracji, gdzie został zamordowany przez teścia.
Aleksander pozostawił po sobie żonę Lizandrę, córkę króla Egiptu Ptolemeusza I Sotera i Eurydyki, córki regenta macedońskiego Antypatra. Wyszła ona ponownie za mąż za następcę tronu Agatoklesa, syna Lizymacha, króla Tracji.